# Uxantis nexa
Uxantis nexa är en insektsart som beskrevs av Melichar 1902. Uxantis nexa ingår i släktet Uxantis och familjen Flatidae. Inga underarter finns listade i Catalogue of Life.